# Daniele 5
Daniele 5 è il quinto capitolo del libro di Daniele in cui il profeta racconta di come Baldassar fece un banchetto profanatore del vasellame sacro del tempio di Gerusalemme. All'improvviso una mano appare e scrive sul muro: il terrificato Baldassar chiama i suoi saggi, ma non sono in grado di leggere la scrittura. La regina gli suggerisce di chiamare Daniele, famoso per la sua saggezza. Daniele ricorda a Baldassar che suo padre Nabucodonosor II, quando esercitò il potere con arroganza (Daniele 3), fu deposto dal trono fino a quando venne a sapere che Dio aveva la sovranità sul regno degli uomini (Daniele 4). Allo stesso modo Baldassar aveva bestemmiato Dio, e così Dio mandò questa mano. Daniele poi legge il messaggio e lo interpreta: Dio ha numerato i giorni di Baldassar, è stato soppesato e trovato mancante, e il suo regno sarà sconfitto dagli eserciti dei Medi e dei Persiani.
Il messaggio di Daniele 5 è il contrasto tra Nabucodonosor e Baldassarre:
- Nabucodonosor viene umiliato da Dio, apprende la sua lezione (riconosce la regalità suprema del Dio di Israele) e viene restaurato sul suo trono;
- Baldassar, al contrario, non impara nulla dall'esempio di Nabucodonosor, bestemmia contro Dio, e il suo regno verrà conquistato da altri popoli.